# کلن بورگ
کلن بورگ (به آلمانی: Kollnburg) یک شهر در آلمان است که در بایرن واقع شده‌است.

## خصوصیات
کلن بورگ ۵۹٫۵۲ کیلومترمربع مساحت دارد ۶۵۵ متر بالاتر از سطح دریا واقع شده‌است.